# Бряг Данко
Бряг Данко (на френски: Côte Danco; на английски: Danco Coast) е част от крайбрежието на Западна Антарктида, в северната част на западния сектор на Земя Греъм, простиращ се между 64°10’ и 64°45’ ю.ш. и 60°55’ и 62°25’ з.д. Брегът заема участък от северната част от западното крайбрежие на Земя Греъм, покрай източните брегове на море Белингсхаузен, част от тихоокеанския сектор на Южния океан. На югазапад граничи с Брега Греъм, а на североизток – с Брега Дейвис на Земя Греъм. Крайбрежието му е силно разчленено от множество заливи – Вилхелмина, Хюз, Бриалмон и др., полуострови и крайбрежни острови – северната част на архипелата Палмър (Брабант, Лиеж, Ван Вик, Бруклин и др.), отделени от континента чрез протока Жерлаш.
Повсеместно е покрит с дебела ледена броня, над която стърчат отделни оголени върхове и нунатаки, от които към заливите се спускат малки и къси планински ледници.
Тази част от крайбрежието на Земя Греъм е открито през януари 1898 г. от белгийската антарктическа експедиция, ръководена от Адриан Жерлаш дьо Гомери и е наименувано от него Бряг Данко в чест на трагично загиналия участник в експедицията Емил Данко. На Брега Данко е разположена аржентинската антарктическа станция Примавера.